# Pethangtse
Le Pethangtse est un sommet culminant à 6 738 mètres d'altitude, entre le Népal et la Chine, dans l'Himalaya.

## Géographie
Le Pethangtse est un pic qui se situe entre le mont Everest et le Makalu.

## Histoire
Des membres de l'expédition d'Edmund Hillary au Makalu gravissent pour la première fois le sommet au printemps 1954. Les Français Jean Franco et Guido Magnone le gravissent à l'automne 1954.